# ۴۷۸ (خورشیدی)
۴۷۸ چهارصد و هفتاد و هشتمین سال هجری خورشیدی است.